# Bethaniatoren

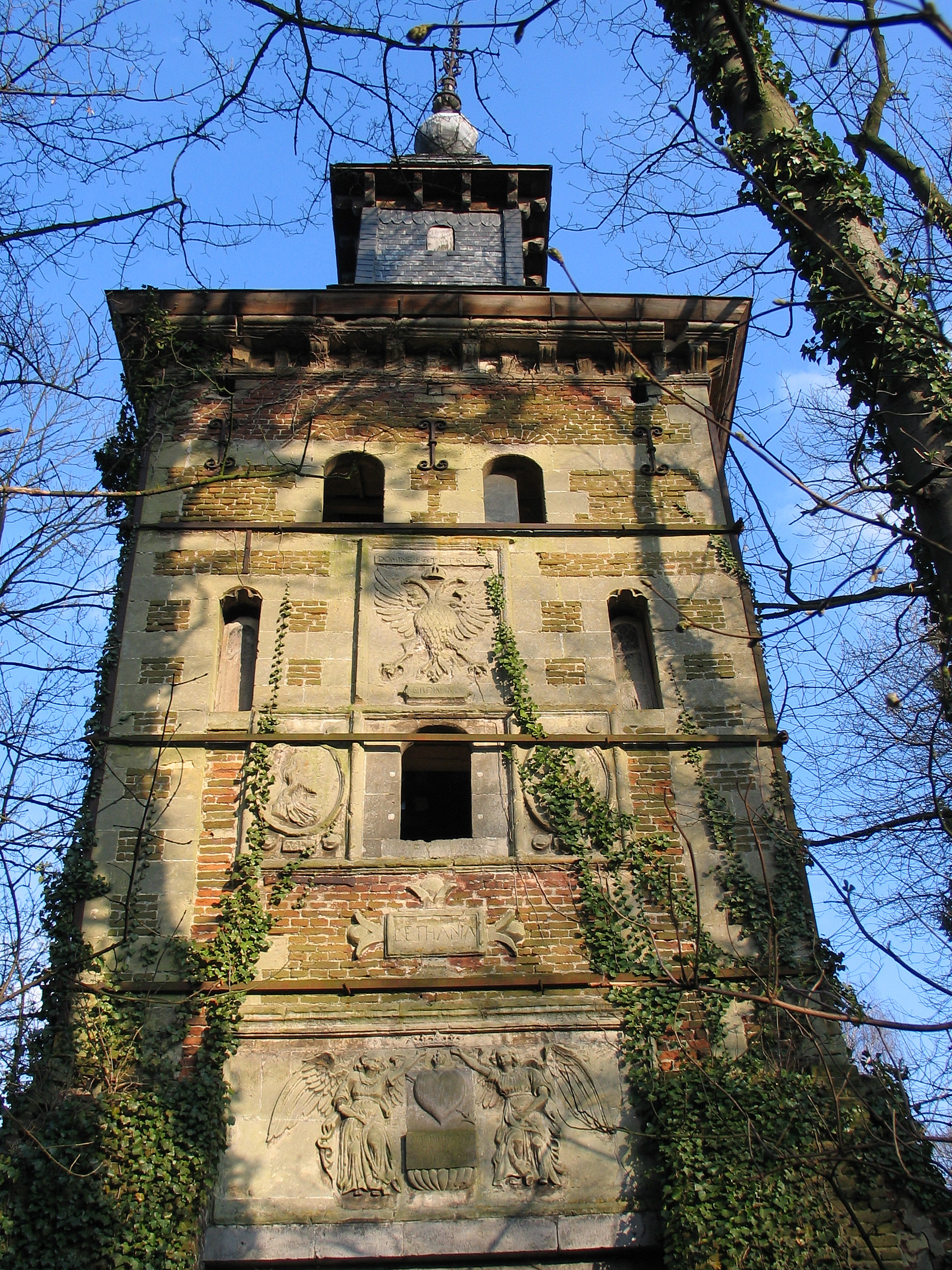
De enige nog overblijvende toren van het Bethaniakasteel

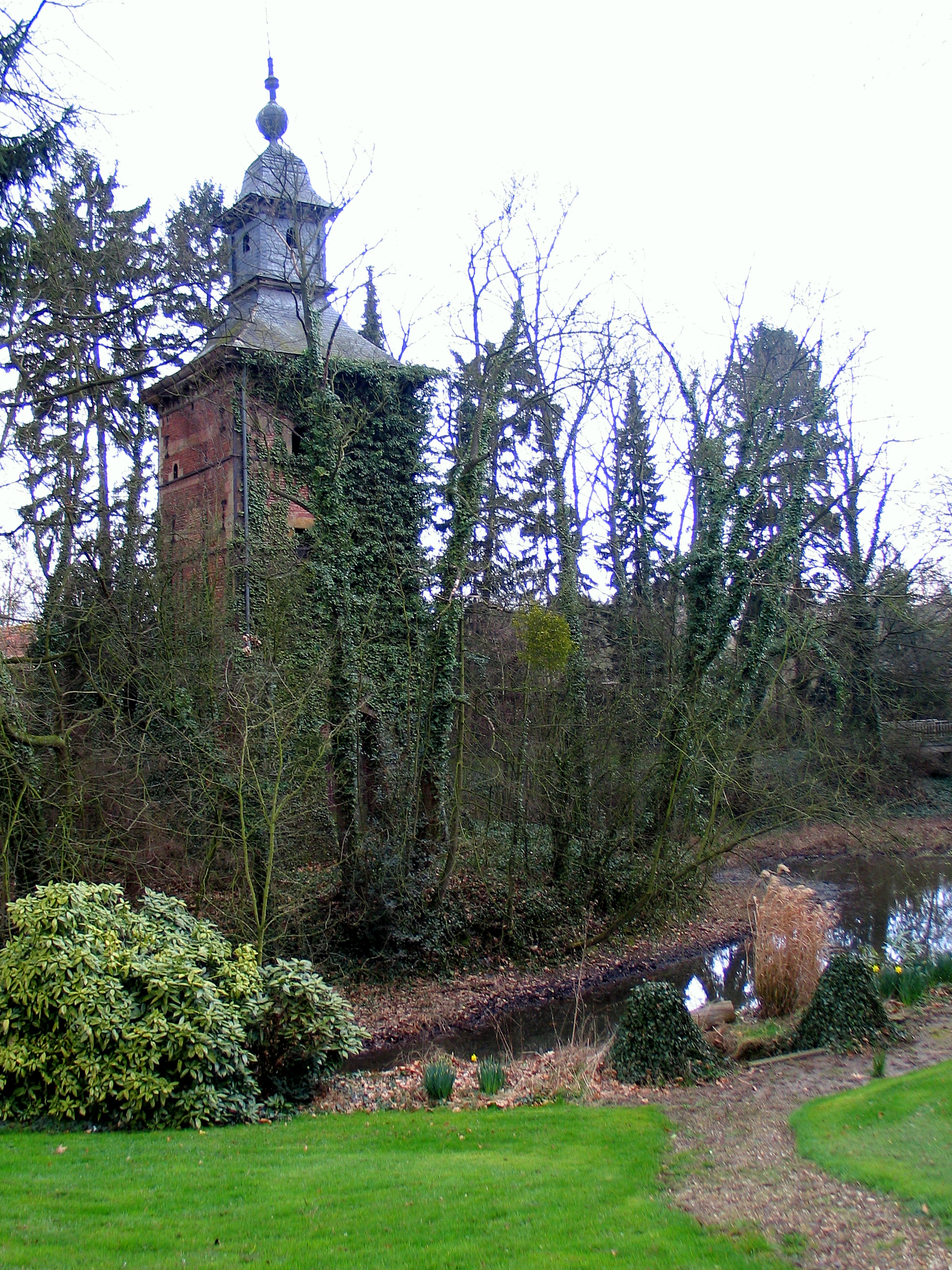
Bethaniatoren (2008)

De Bethaniatoren is een resterende hoektoren van een vierkant waterkasteel, genoemd Burghof of kasteel Ter Borch, in de Belgische provincie Limburg, gelegen aan Dorpsstraat 18.
In 1622 bouwde Walter de la Montaigne, diplomaat en griffier in het prinsbisdom Luik een vierkantig waterslot met twee torens. Op de resterende toren staat het opschrift Bethania en ook de keizerlijke, dubbele arend van prins-bisschop Ferdinand van Beieren met de vermelding van zijn naam Ferdinando en de tekst Domine protege nos (Bescherm ons Heer).  
Na een bewogen leven overleed Walter de la Montaigne in Hoeselt in 1633 en liet hij zijn kasteel na aan de zusters van de Maastrichtse Orde van Calvariënberg van Elisabeth Strouven waarvan hij een volgeling was. Tot 1698 fungeerde het kasteel als klooster voor deze orde.
In 1705 werd het kasteel gekocht door ridder Jean Antoine de Voet. Diens dochter trouwt in 1728 met Louis de Brouckmans waardoor deze het kasteel en de daarop aansluitende landerijen in handen krijgt. Een aangrenzend goed wordt door erfenis eigendom van een andere tak van de familie de Brouckmans, heer van Werm. Die bouwen er in het midden van de achttiende eeuw het kasteel de Brouckmans. Beide domeinen, in handen van de familie de Brouckmans, geraken zo samengevoegd.  Het oude Kasteel Ter Borch was in slechte en wordt afgebroken omstreeks het einde van de 18e eeuw. Eén van de torens, de Bethaniatoren bleef bewaard.
In 1897 verkoopt Martha de Brouckmans het Kasteel de Brouckmansasteel met het park met de Bethaniatoren, aan de Zusters van de Voorzienigheid. De zusters richten er tot aan het einde van de Tweede Wereldoorlog een
weeshuis in. Later komt er de middelbare school IKSO Instituut voor Katholiek Secundair Onderwijs. In 2010 werd het park met de Bethaniatoren en Kasteel de Brouckmans verkocht aan een immobedrijf.
De bewaarde Bethaniatoren en de tot vijver hertekende gracht zijn overblijfsels van Kasteel Ter Borch uit de 17de eeuw. Samen met 18de-eeuwse gebouwen van Kasteel de Brouckmans, met name de woning en het poortgebouw, zijn die beschermd als monument. 
In het park rond de toren zijn er oude bomen te zien:
- een Japanse notenboom
- een plataan
- een mammoetboom, ter plaatse de boksboom genoemd omwille van zijn zachte schors[1]

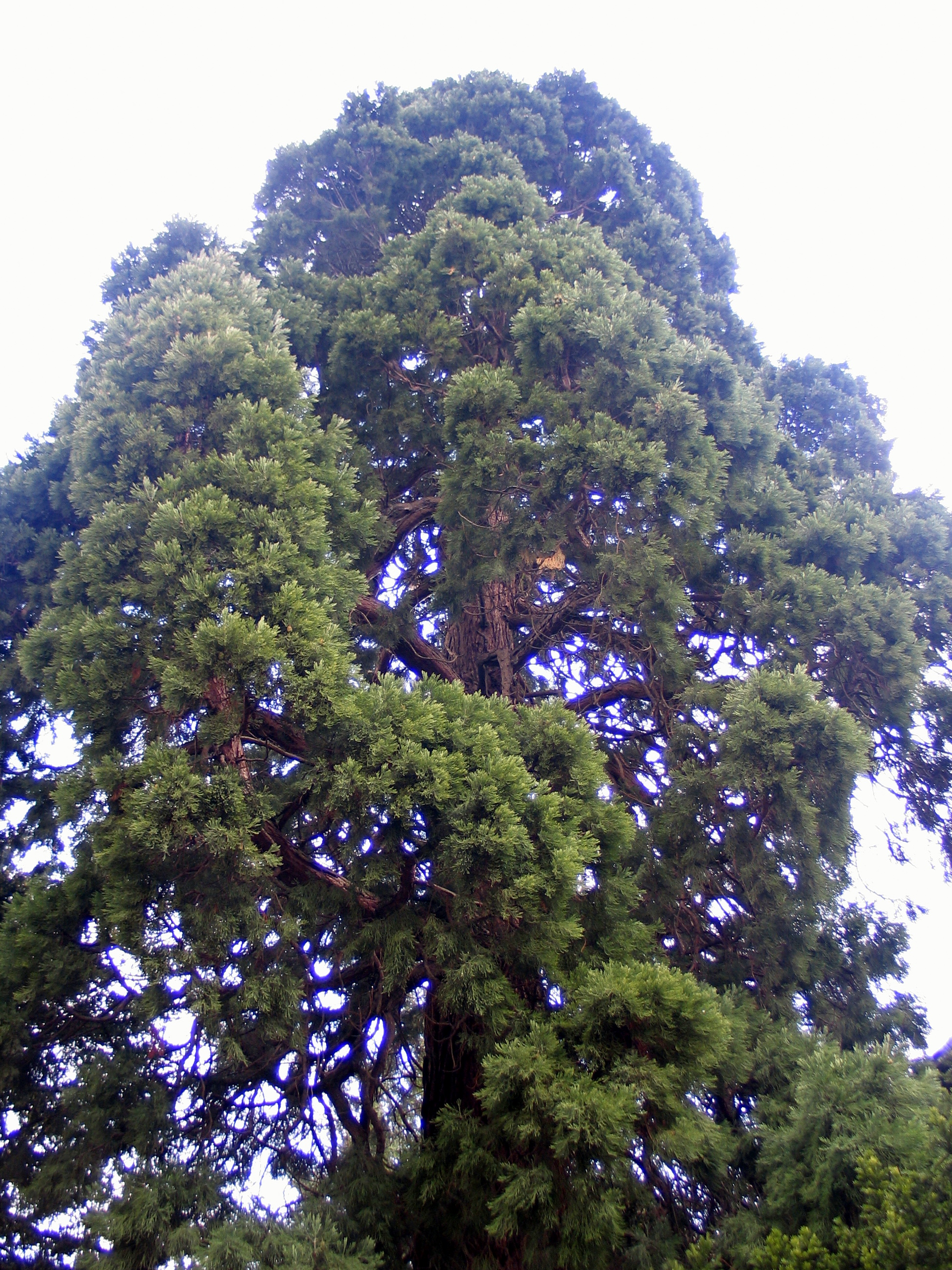
Een mammoetboom in het park van het kasteel
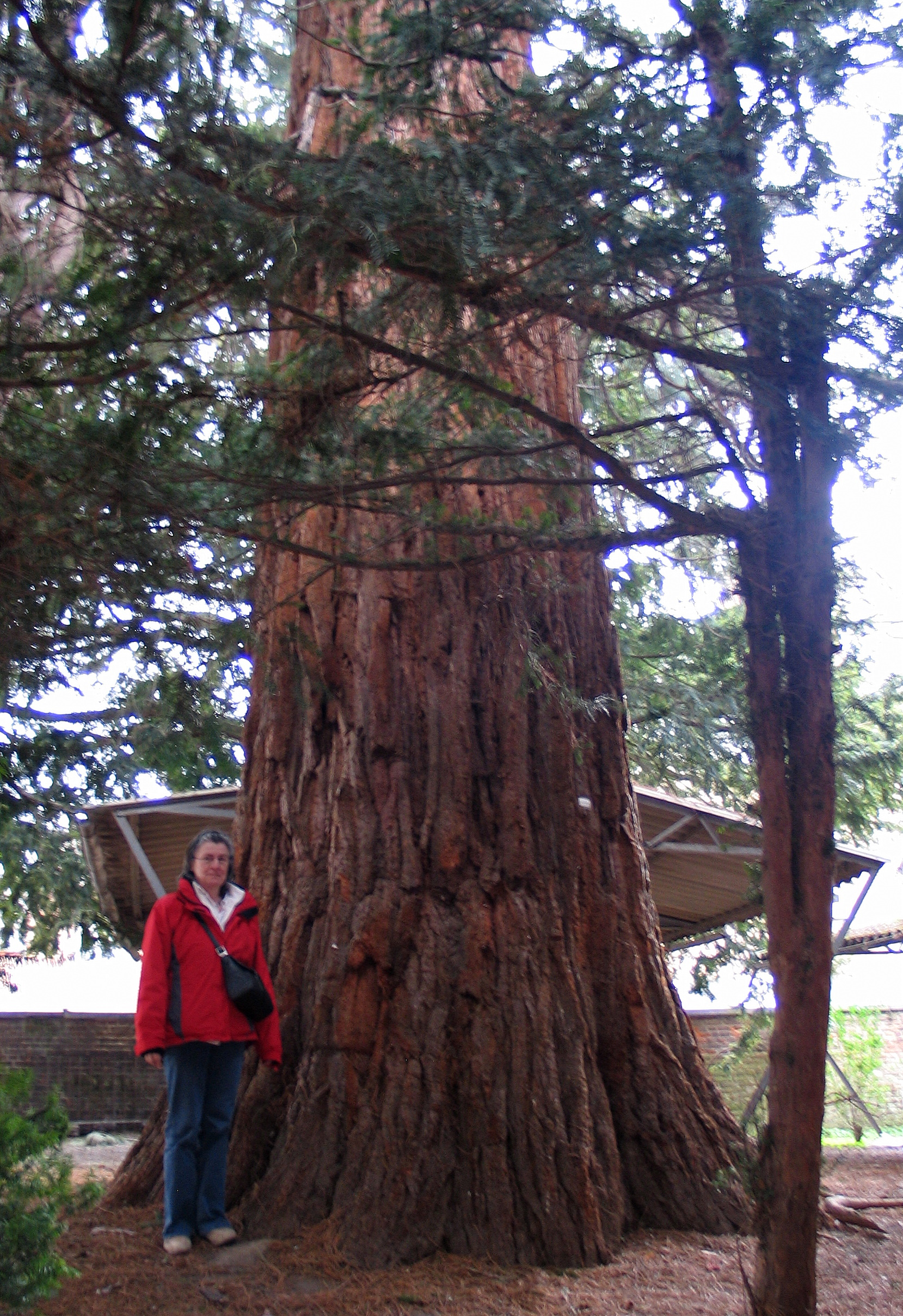
De stam van de mammoetboom
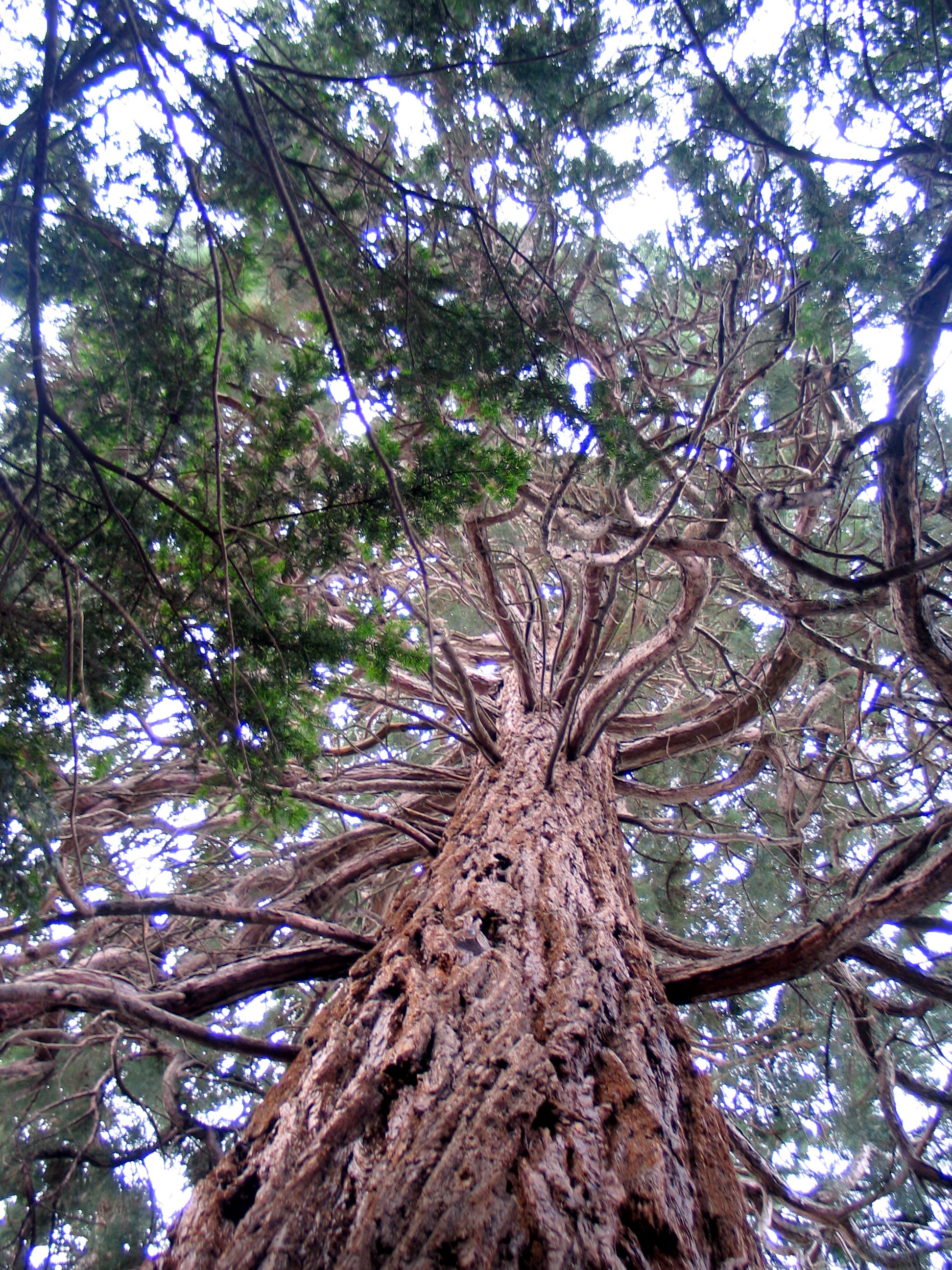